# Umbellulifera planoregularis
Umbellulifera planoregularis är en korallart som först beskrevs av Burchardt 1898.  Umbellulifera planoregularis ingår i släktet Umbellulifera och familjen Nephtheidae. Inga underarter finns listade i Catalogue of Life.